# Dorika sinuata
Timora sinuata là một loài bướm đêm trong họ Noctuidae.